# شيء أحمق (أغنية)
شـيء أحمـق (بالإنجليزية: Somethin' Stupid)‏ أغنية كتبها سي كارسون باركس. تم تسجيلها في الأصل عام 1966 من قبل باركس وزوجته جايل فوت، باسم كارسون وجايل. صعدت نسخة عام 1967 لفرانك سيناترا وابنته نانسي سيناترا إلى المركز الأول على قائمة الهوت بيلبورد Billboard Hot 100. في عام 2001، صعدت نسخة للمغني البريطاني روبي ويليامز والممثلة الأسترالية نيكول كيدمان إلى المركز الأول على قائمة أفضل الأغاني الفردية في المملكة المتحدة.

## نسخة كارسون وجايل
في أوائل الستينيات، كان كارسون باركس مغنيًا شعبيًا في لوس أنجلوس، التقى المغنية جايل فوت، وتزوج منها، وسجلا ألبومًا في عام 1966، الذي تضمن أغنية «شـيء أحمـق» التي لفتت نظر فرانك سيناترا.

## نسخة فرانك سيناترا ونانسي سيناترا
صدرت النسخة الأكثر نجاحًا والأكثر شهرة من «شـيء أحمـق» في عام 1967 كأغنية منفردة بصوت نانسي سيناترا وفرانك سيناترا وظهرت لاحقًا في ألبوم فرانك «العالم الذي عرفناه The World We Knew».
استدعى فرانك سيناترا منتج ابنته، لي هازلوود Lee Hazlewood، واسمعه تسجيل باركس، وسأله: «هل أعجبك ذلك؟» وقال هازلوود: «أنا أحبها، وإذا لم تغنيها مع نانسي، فسأفعل أنا ذلك»، وسارع فرانك قائلًا: «سنفعل ذلك، احجز استوديو». تم تسجيل نسختهم في 1 فبراير 1967.
أمضت الأغنية المنفردة أربعة أسابيع في المركز الأول على قائمة بيلبورد بالولايات المتحدة وتسعة أسابيع على قمة قائمة الاستماع السهل easy listening، لتصبح ثاني أغنية ذهبية لفرانك وثالث ذهبية لنانسي، وفي النرويج تأهلت للأسطوانة الفضية. كانت هذه هي المرة الأولى والوحيدة لأغنية تجمع الاب وابنته وتتصدر القوائم في أمريكا.
صعدت الأغنية أيضًا إلى المركز الأول على قائمة أفضل الأغاني الفردية في المملكة المتحدة في نفس العام، كما تم ترشيحها لأغنية العام في حفل توزيع جوائز جرامي العاشر، حيث خسرت أمام فريق «الفيفس دايمنشان the 5th Dimension's» مع أغنية «عاليا عاليا وبعيدا Up, Up And Away».
طاقم الغناء والعزف
الغناء: فرانك سيناترا (غناء) /  نانسي سيناترا (غناء)
قيادة الاوركسترا: كلاوس أوجيرمان / بيلي سترينج
العازفون
- هال بلين: طبول
- جلين كامبل: جيتار[13]
- ألفين كيسي: جيتار
- روي كاتون: بوق
- فيكتور فيلدمان: إيقاع
- كارول كاي: جيتار باس كهربائي
- بيل ميلر: بيانو
- أوليفر ميتشل: بوق
- دونالد أوينز: بيانو
- رالف بينيا: اوتار باس

نسخة سيناترا على القوائم العالمية
احتلت الأغنية المركز الأول في: أستراليا - النمسا - كندا - ايرلندا - النرويج – جنوب أفريقيا – المملكة المتحدة – الولايات المتحدة (قائمة هوت بيلبورد) (قائمة الاستماع السهل) (قائمة كاش بوكس).

## نسخة روبي ويليامز ونيكول كيدمان
سجل المغني البريطاني روبي ويليامز نسخة للأغنية كثنائي عام 2001 مع الممثلة الأسترالية الحائزة على جائزة الأوسكار نيكول كيدمان. ظهرت الأغنية في ألبوم ويليامز 2001 «تأرجح عندما تربح Swing When You're Winning»،  وتصدرت قائمة أفضل الأغاني الفردية في المملكة المتحدة في نهاية العام. كانت الأغنية رقم واحد في عيد الميلاد في المملكة المتحدة، وخامس أغنية لويليامز في المرتبة الأولى. باعت الأغنية المنفردة 98506 نسخة في أسبوعها الأول وكان المحصلة 366000 نسخة، حصلت على الشهادة الفضية المعتمدة من رابطة صناعة التسجيلات البريطانية. أخرج الفيديو الموسيقي المصاحب للأغنية المخرج البريطاني فوغان أرنيل المتخصص في إخراج الفيديوهات الموسيقية. كانت الأغنية هي الأغنية الثلاثين الأكثر مبيعًا لعام 2001 في المملكة المتحدة. أصبحت الأغنية أيضًا الأغنية المنفردة رقم واحد في نيوزيلندا، وحصلت على شهادة الأسطوانة الذهبية وأصبحت، في ذلك الوقت، أفضل أغنية منفردة مبيعًا في أوروبا، حيث كانت ضمن المراكز العشرة الأولى في معظم البلدان، وفي أستراليا، أصبحت رابع أغنية تصعد إلى قائمة أفضل عشرة أغاني منفردة لويليامز، وحصلت على الشهادة الذهبية لأكثر من 35000 نسخة مباعة.
حصلت على الأسطوانة الذهبية في: أستراليا – النمسا – بلجيكا – فرنسا – ألمانيا – نيوزيلندا – سويسرا – المملكة المتحدة.

## كلمات الأغنية
أعلم أنني أقف في الصف حتى تعتقد I know I stand in line until you think
أن لديك الوقت لقضاء أمسية معي You have the time to spend an evening with me
وإذا ذهبنا إلى مكان ما للرقص And if we go some place to dance
فأنا أعلم أن هناك فرصة ألا تغادر معي I know that there's a chance you won't be leaving with me
ثم بعد ذلك نذهب إلى مكان صغير هادئ Then afterwards we drop into a quiet little place
ونتناول مشروبًا أو اثنين and have a drink or two
ثم أذهب وأفسد كل شيء بقول شيء ما غبي مثل، أنا أحبك And then I go and spoil it all by saying somethin' stupid like, I love you
أستطيع أن أرى في عينيك أنك تحتقر نفس الأكاذيب القديمة I can see it in your eyes, that you despise the same old lies
التي سمعتها في الليلة السابقة you heard the night before
وعلى الرغم من أنه مجرد سطر لك، إلا أنه بالنسبة لي صحيح And though it's just a line to you, for me it's true
ولم يبدُ هكذا من قبل and never seemed so right before
أتدرب كل يوم للعثور على بعض الأسطر الذكية لأقولها لجعل I practice every day to find some clever lines to say to make
المعنى حقيقي the meaning come true
لكن بعد ذلك أعتقد أنني سأنتظر حتى يأتي المساء But then I think I'll wait until the evening gets late
وأنا وحيد معك and I'm alone with you
الوقت مناسب، عطرك يملأ رأسي The time is right, your perfume fills my head
والنجوم تصبح حمراء، والليل أزرق للغاية the stars get red, and, oh, the night's so blue
ثم أذهب وأفسد كل شيء بقول شيء ما غبي مثل And then I go and spoil it all by saying somethin' stupid like
أنا أحبك I love you

## وصلات خارجية
- كلمات الأغنية الكاملة على مترولايركس
- Frank & Nancy Sinatra - Somethin' Stupid على يوتيوب